# Stormer's Sporting Club
Lo Stormer's Sporting Club, talvolta scritto anche Stormers, è una società calcistica boliviana di Sucre, fondata il 25 gennaio 1914.

## Storia
In seguito alla sua fondazione prese parte al campionato del Dipartimento di Chuquisaca. Nel 1969 partecipò per la prima volta alla Copa Simón Bolívar. Ebbe l'occasione, nel 1977, di entrare nel novero delle squadre della prima edizione del campionato professionistico, giungendo all'ultimo posto nel proprio girone; per differenza reti, risultò anche l'ultimo classificato complessivo. Nel 1978 giunse al sesto posto nel proprio gruppo, la Serie A, a quattro punti dal Petrolero, che passò alla seconda fase. Nel 1979 fu la differenza reti a impedire allo Stormer's di qualificarsi alla fase successiva. Nel 1980, nel primo torneo a girone unico nella storia del calcio professionistico boliviano, giunse al 14º e ultimo posto, e retrocesse. In seguito alla vittoria in Copa Simón Bolívar nel 1994, la società poté tornare in prima divisione: partecipò al campionato 1995, classificandosi terzo nel proprio gruppo; nel 1996 dovette disputare il play-out con il Destroyers, perdendolo per 3-2; per la prima volta il club piazzò un proprio giocatore tra i migliori marcatori del campionato, giacché Sérgio João, brasiliano, andò vicino al titolo di capocannoniere con 15 reti. Nel 2000 vinse il campionato dipartimentale. Nell'agosto del 2011 è stato uno dei club dello stesso torneo che ha contribuito alla decisione di sospenderlo.

## Palmarès

### Competizioni nazionali
- Campionato di Chuquisaca: 1

2000
- Copa Simón Bolívar: 1

1994